# أنجلي جافيريا
أنجلي جافيريا هي ممثلة كولومبية. اشتهرت في مسلسل نيتفليكس Always a Witch بدور كارمن إغيلوز. تشمل أعمالها السابقة سلسلة 2091 و Pambelé (عن الملاكم أنطونيو سرفانتس ).

## فيلموغرافيا
| عام                   | عنوان       | وظيفة        | ملاحظات   |
| --------------------- | ----------- | ------------ | --------- |
| 2016-2017             | 2091        | إنا          | 8 حلقات   |
| 2017                  | بامبيليه    | جوليا        |           |
| 2019 إلى الوقت الحاضر | دائما ساحرة | كارمن إغيلوز | دور أساسي |

## روابط خارجية
- الموقع الرسمي
- [http://www.imdb.com/name/nm8568728/ Angely Gaviria

] في قاعدة بيانات الأفلام على الإنترنت